# No frills
No frills ist ein Begriff aus der Wirtschaft und beschreibt eine Maßnahme zur Kostensenkung in Unternehmen. No frills (englisch keine Rüschen) bedeutet in etwa ohne Schnickschnack, schnörkellos: Durch Weglassen von nicht essenziellen Teilen einer Ware oder Dienstleistung können die Kosten des Anbieters derart gesenkt werden, dass die Verkaufspreise gegenüber vergleichbaren Angeboten deutlich niedriger liegen.
Ursprünglich wurde das Konzept vor allem von Supermärkten umgesetzt. Später folgten Billigfluggesellschaften sowie verschiedene Mobilfunkdiscounter diesem Vorbild.

## Fluglinien

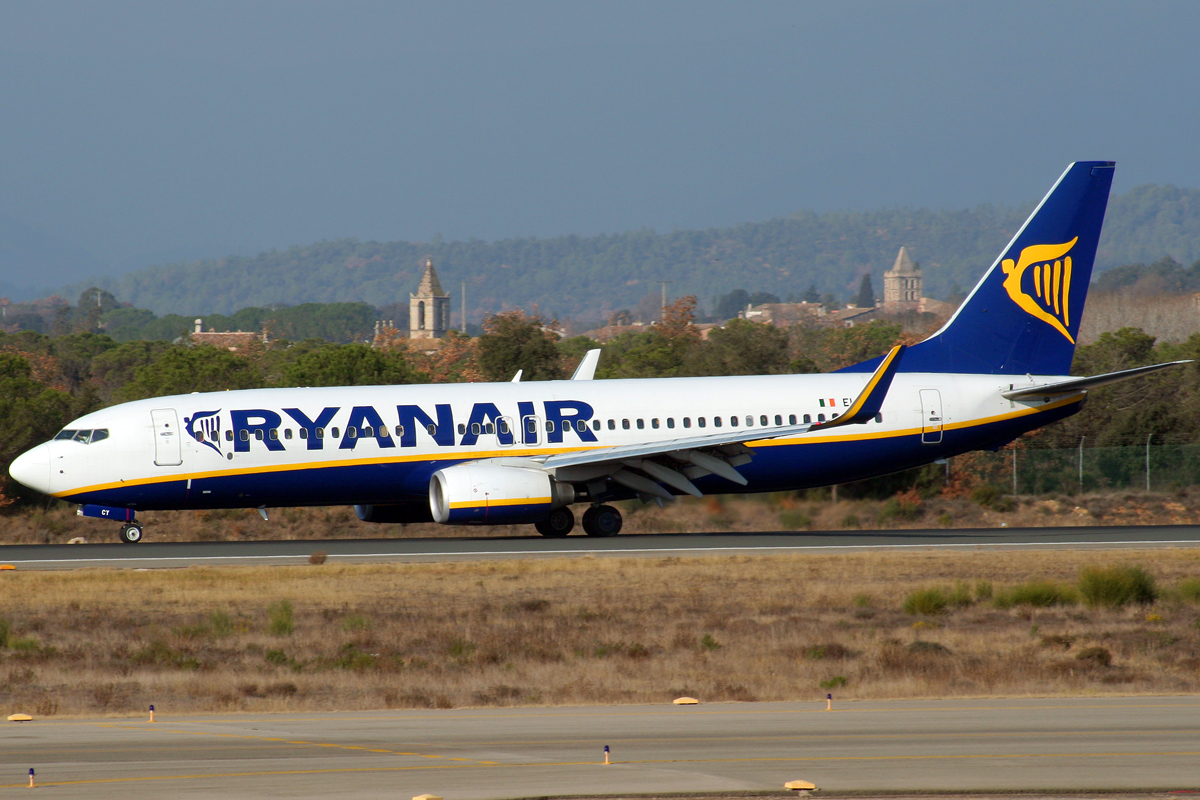
Eine Boeing 737-800 der Ryanair, die ein No-frills-Konzept verfolgt

Mit dem No-frills-Konzept erreichen es die Billigfluglinien, niedrigere Preise als die traditionellen Fluggesellschaften anzubieten.
Für den Fluggast sichtbar sind im Vergleich zum herkömmlichen Linienflug oder Charterflug zum Beispiel, dass Tageszeitungen, Mahlzeiten, Getränke sowie die Gepäckbeförderung nicht gratis, sondern gegen Bezahlung erhältlich sind. Weitere Maßnahmen zur Kostensenkung sind unter anderem die Benutzung von weniger zentralen Flughäfen, der Verzicht auf Umsteigeverbindungen und der ausschließliche Direktvertrieb über das Internet.
Häufig setzen No-frills-Fluggesellschaften auf enorm einheitliche Flotten. Während zum Beispiel die Lufthansa vielfältige Typen in ihrer Flotte hat, setzen Southwest Airlines und Ryanair ausschließlich auf Flugzeuge der Boeing-737-Familie, während Easyjet oder Wizz Air ausschließlich auf Flugzeuge der Airbus-A320-Familie setzen. Im Extremfall wird sogar nur ein einziger Subtyp mit immer identischer Sitzplatzanzahl betrieben, wodurch jedes Flugzeug jedes andere beliebig in jeder Hinsicht ersetzen kann. Der Nachteil hierbei ist, dass die spezifischen Vor- und Nachteile einzelner Flugzeugtypen weniger gezielt eingesetzt werden können. Daher kann dem variablen Bedarf auf einer bestimmten Route nicht durch Einsatz größerer Flugzeuge, sondern nur durch Erhöhung der Frequenz und/oder Preissignale (nach Angebot und Nachfrage) begegnet werden. Einem Hub-and-Spoke-System steht eine einheitliche Flotte diametral entgegen.
Entscheidend sind aber vor allem interne operative No-frills-Konzepte, wie die nicht vorhandene Verbindung zu IATA und BSP sowie die optimierte Strecken- und Umlaufplanung und ein dadurch mögliches intensives Ertragsmanagement.
Da die Fluggesellschaften einzelne Elemente des No-frills-Konzeptes in unterschiedlichem Umfang umsetzen, ist es heute oft problematisch, eine klare Zuordnung einer Fluggesellschaft zur Kategorie der No-Frills-Carrier zu treffen.

## Mobilfunkanbieter
Seit dem Marktstart von Tchibo Mobil am 4. Oktober 2004 drängen immer mehr Mobilfunkdiscounter auf den Markt. Meist sind sie von großen Mobilfunkunternehmen gegründete Tochtergesellschaften, die deren Mobilfunknetze mitbenutzen. Anders als bei klassischen Mobilfunkbetreibern erfolgt die Abwicklung ausschließlich per Internet und Telefon, es gibt keine subventionierten Handys, keine Filialen oder Händler. Das Gebührenschema ist bewusst einfach gehalten, es gibt nur einen Minutenpreis in alle Netze und zu jeder Zeit. Allerdings sind Roaming, 0190/0900-Service-Nummern und Sonderleistungen oft teuer.

## Supermärkte

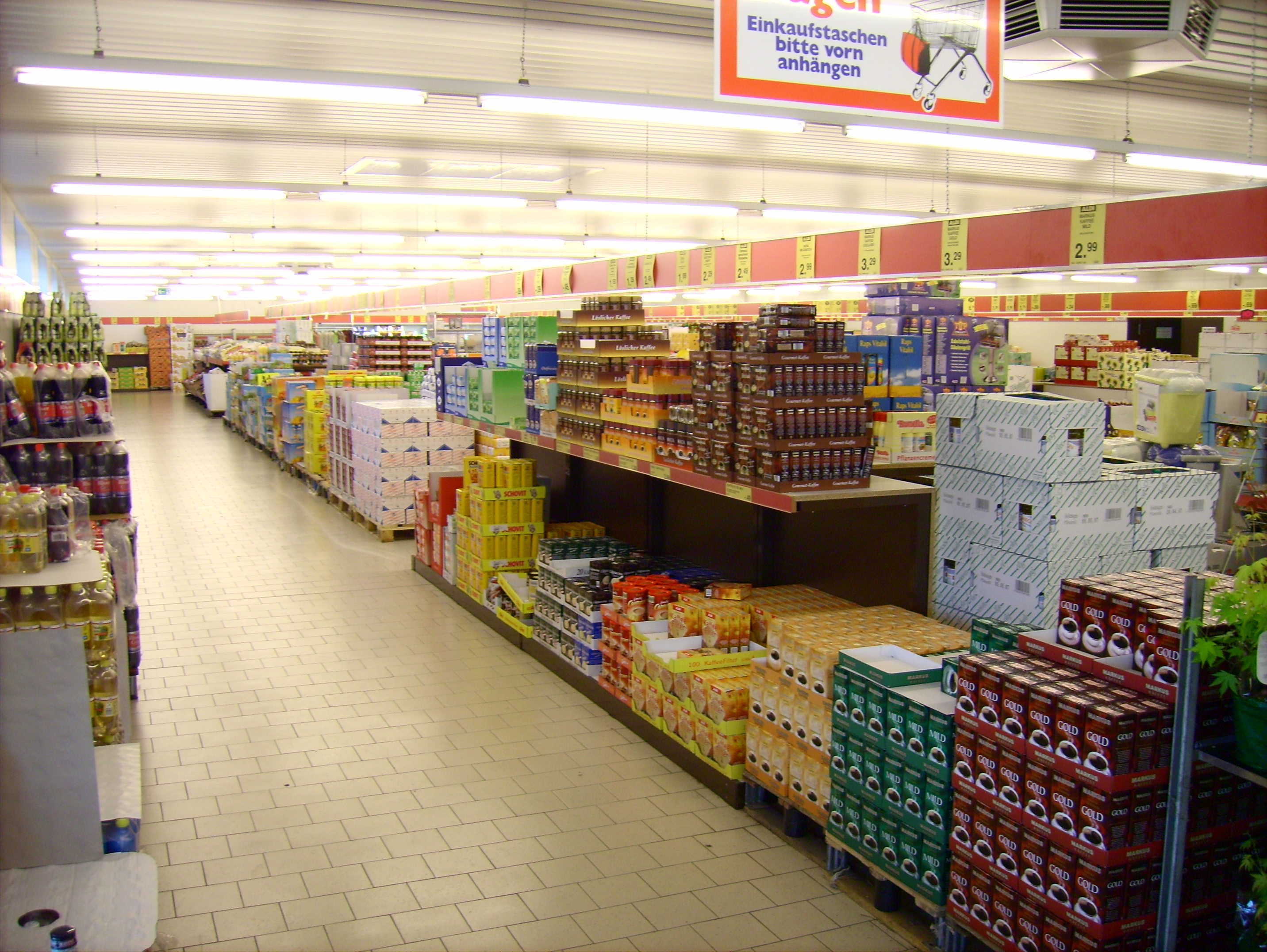
Verkauf von der Palette

Bei Supermärkten zeigt sich das No-frills-Konzept in Discountern mit verringertem Warenangebot und eher spärlicher Ausstattung. Die Ware wird oft direkt von der Palette verkauft. Weiterhin versteht man darunter Produkte ohne aufwendige Verpackung. So trug die Eigenmarke der ehemaligen Supermarktkette Kwik Save den Namen No frills.

## Beherbergungsbetriebe

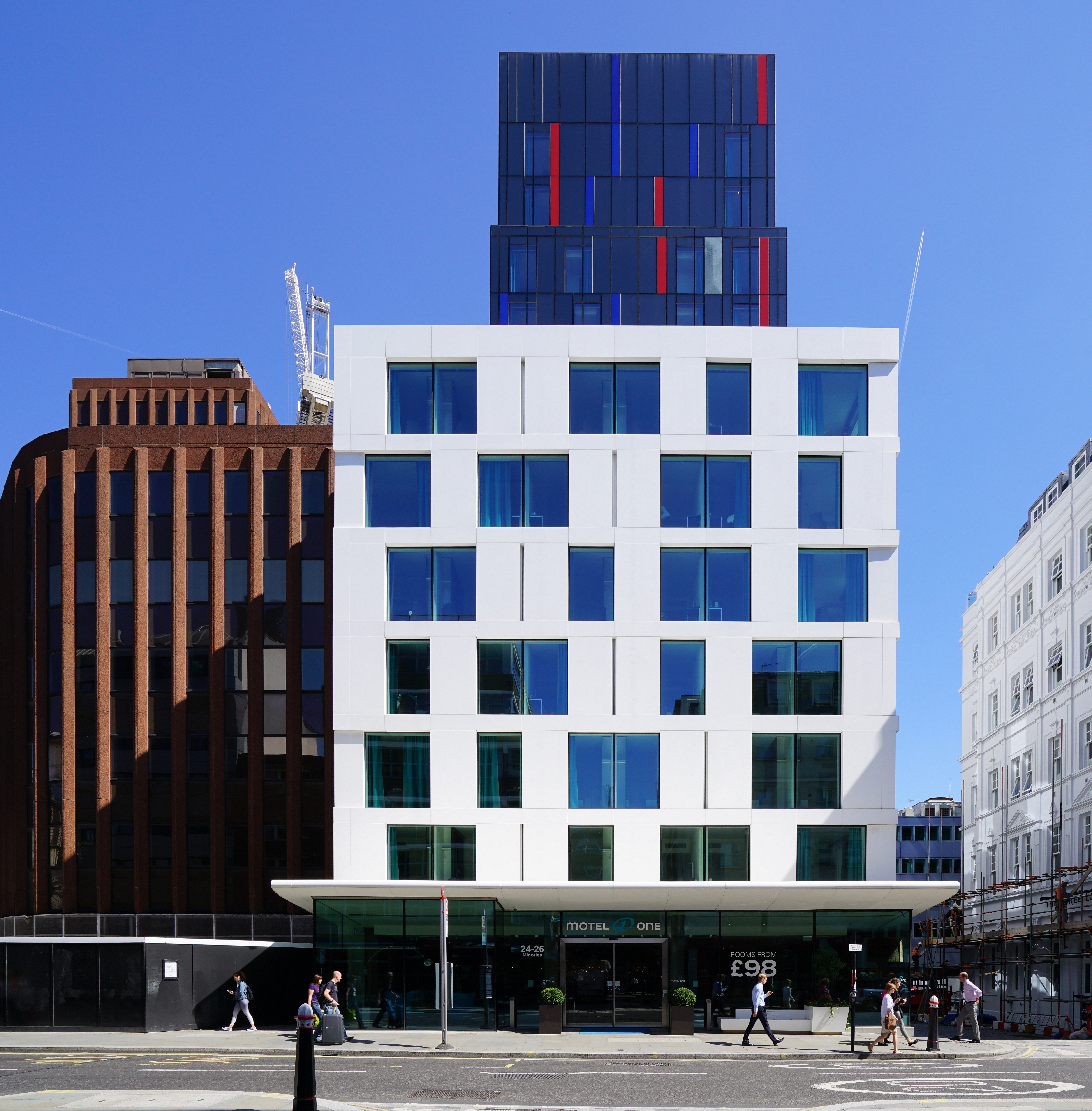
Motel One in der City of London: Die Hotelkette Motel One betreibt das No-frills-Konzept, indem sie eher kleinere Zimmer anbietet und auf Telefone auf den Zimmern sowie auf Zimmerservice verzichtet

No-frills-Beherbergungsbetriebe versuchen, unter Weglassung von kostspieligen Details, dem Gast eine preiswerte und doch bequeme Übernachtung zu bieten. 
Beispiele dafür sind die B&B Hotels und Ibis budget aus Frankreich, die Motel-One-Gruppe aus Deutschland und Premier Inn aus Großbritannien. 
Gespart werden kann vor allem in den teilweise personalintensiven Bereichen:
- Die Rezeption ist nur zeitweise besetzt.
- Die Reservierung erfolgt nur über das Internet.
- Auf Minibars wird verzichtet, Getränke gibt es am Automaten.
- Das Frühstück gibt es in Form von Selbstbedienung und muss oft extra bezahlt werden.
- Der Zugang zum Zimmer erfolgt per Zifferncode.
- Es gibt keinen Zimmer-, Park- oder Gepäckservice.